# Pikker (1939)
Pikker – estońska kanonierka oryginalnej konstrukcji z czasów II wojny światowej, wybudowana w Tallinnie, za pieniądze pochodzące z publicznej zbiórki. Służyła w marynarce wojennej Estonii (Eesti merejõud) oraz w Marynarce Wojennej ZSRR, gdzie podczas II wojny światowej brała udział w ewakuacji Tallina. Okręt w latach 1940-46 działał na Morzu Bałtyckim, po czym został przydzielony do Floty Czarnomorskiej, gdzie pełnił funkcję ekskluzywnego jachtu dla radzieckich przywódców. W 1961 roku został przekazany jako jednostka badawcza Moskiewskiemu Uniwersytetowi Państwowemu.

## Powstanie

### Fundusz na Rzecz Okrętu Podwodnego
W latach trzydziestych XX wieku rząd Estonii starał się pozyskać środki na budowę dwóch okrętów podwodnych. Około połowę wymaganej sumy uzyskano ze sprzedaży Peruwiańczykom dwóch starych niszczycieli: „Lennuka” oraz „Wamboli”. Aby zdobyć pozostałą część kwoty 31 maja 1933 roku powołano Fundusz na Rzecz Okrętu Podwodnego. Do końca 1934 roku uzbierał on 53 tysiące koron – najwięcej, spośród dotychczas przeprowadzonych narodowych zbiórek. Była to jednak suma około sześćdziesiąt razy niższa, niż brakujący wkład do budowy. Postanowiono wówczas, że okręty podwodne zostaną sfinansowane z budżetu państwa. W marcu 1935 roku zwierzchnik sił zbrojnych generał Johan Laidoner postanowił kontynuować zbiórkę pieniędzy z przeznaczeniem na znacznie tańszy ścigacz okrętów podwodnych. Ponieważ uzbieranie nowej, niższej kwoty 300 tysięcy koron również stanowiło problem, część wojskowych sugerowała zamówienie jednostki nieuzbrojonej. Zamiast tego zdecydowano się na kolejną turę akcji, która ostatecznie została zakończona 5 lipca 1937 roku .

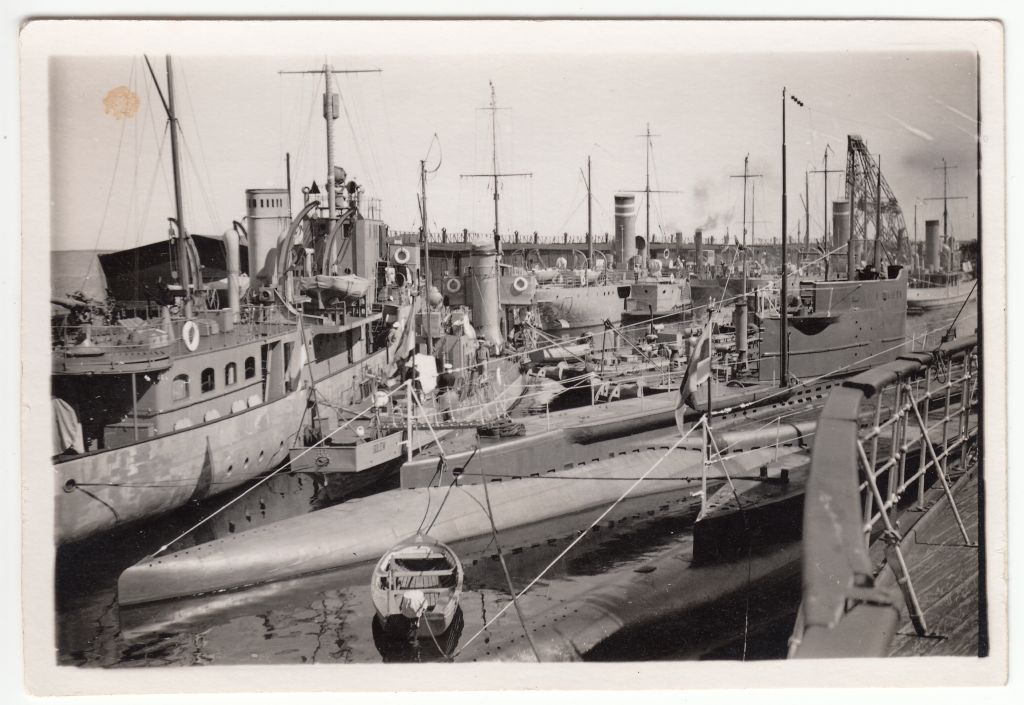
„Pikker” i inne okręty Eesti merejõud w porcie w Tallinie (rok 1940)

### Budowa i przydział w Eesti merejõud
Okręt zamówiono w stoczni Tallinna Sadamatehased jeszcze w tym roku, zaś zwodowano latem 1939 roku. Pierwotnie miał służyć w Estońskiej Straży Granicznej jako jednostka patrolowa, miał też być używany jako jacht prezydencki na zagranicznych wizytach głowy państwa . Z powodu zagrożenia wojennego został przejęty przez marynarkę wojenną, co nastąpiło jeszcze w trakcie budowy, bądź już po zwodowaniu i wyposażeniu. Okręt został włączony do służby wiosną 1940 roku pod nazwą „Pikker” , na cześć boga z mitologii estońskiej władającego zjawiskami atmosferycznymi – głównie piorunami . „Pikker” został przydzielony do Allveelaevastiku divisjoni 11 maja 1940 roku, wraz z obydwoma okrętami podwodnymi typu Kalev, dla których miał być tendrem. Pierwszym dowódcą jednostki był kmdr ppor. Alfred Pupp.

## Służba w ZSRR

### Przed wojną
Po tym, jak w czerwcu 1940 roku Estonia została zajęta przez Armię Czerwoną, „Pikker” został przejęty przez Flotę Bałtycką ZSRR i zaklasyfikowany jako awizo. Dokładna data zajęcia okrętu nie jest jasna. Ehlers podaje, że oficjalne włączenie miało miejsce 20 października, już po zajęciu faktycznym, zaś Malinowski i Myszor wskazują 29 października jako datę faktycznego przejęcia, za oficjalne uznając rozkaz 00208 z 18/19 sierpnia. Tak jak i inne poestońskie okręty, jednostka zachowała tymczasowo swoje imię, zapisywane cyrylicą ((ros.) „Пиккер”). W Marynarce Wojennej ZSRR zwiększono liczebność załogi z 29 do 43 osób.

### II wojna światowa
Po rozpoczęciu 22 czerwca 1941 roku agresji niemieckiej na ZSRR, „Pikker” został okrętem sztabowym Rady Wojennej floty – kabiny prezydenckie zajął dowódca floty Władimir Tribuc. Gdy Niemcy rozpoczęli atak na Tallinn, zdecydowano się ewakuować miasto. „Pikker”, poza zakwaterowanymi już członkami Rady Wojennej, zabrał na pokład kilku najważniejszych notabli komunistycznych ESRR. Wypłynął z Tallina w nocy 27/28 sierpnia w ramach 2. dywizjonu osłaniającego ewakuację wojsk. Po drodze udzielił pomocy rozbitkom z poderwanego na minie lidera „Minsk” (typu Leningrad), ratując łącznie 78 ludzi. „Pikker” wraz z towarzyszącymi mu okrętami podwodnymi był atakowany przez wrogie samoloty, jednak żadna ze zrzuconych bomb nie zdołała dosięgnąć celu. Bazę w Kronsztadzie osiągnął 29 sierpnia. Po kilkudziesięciu dniach „Pikkera” przebazowano do Leningradu, gdzie został przezbrojony – zamiast dwóch dział kalibru 75 mm zamontowano trzy działa kalibru 45 mm. Okręt do końca wojny pozostał w bazie, zmieniając nazwę na „Kijew” ((ros.) „Киев” ) 2 grudnia 1941 roku, na „Ługa” ((ros.) „Луга” ) 15 marca 1943 roku i być może na „Ilmen” ((ros.) „Ильмень”) w 1944 roku.

### Morze Czarne
Po zakończeniu działań wojennych okręt został poddany przebudowie w Tallinnie, następnie udał się drogą morską do Sewastopola, gdzie w stoczni Siewmorzawod kontynuowano wcześniejsze prace. Okręt został przystosowany do pełnienia swej pierwotnej, reprezentacyjnej funkcji. Zdjęto z niego działa montując jedynie lekkie uzbrojenie. Jednostkę wyekwipowano w radar i plandeki przeciwsłoneczne, wymieniono meble na nowsze oraz dodano więcej motorówek i szalup. Okręt dostał też 21 czerwca, bądź 21 lipca 1948 roku nowe imię – „Rion” ((ros.) „Рион” ).
„Rion” został przydzielony jako eskorta dla jachtu „Angara”. Przebywali na nim najwyżsi przywódcy ZSRR i zaprzyjaźnionych państw, tacy jak Józef Stalin, Leonid Breżniew, Josip Broz Tito  czy Nikita Chruszczow, który przepłynął na nim trasę Izmaił–Sewastopol .
Okręt został w 1961 roku skreślony z listy Marynarki Wojennej ZSRR i przekazany Moskiewskiemu Uniwersytetowi Państwowemu. Stocznia w Sewastopolu przebudowała go na jednostkę badawczą, poprzez między innymi zamontowanie na nim bomu typu trałowego. Pod nową nazwą „Moskowskij Uniwiersitiet” ((ros.) „Московский университет” ) był wykorzystywany do badania Morza Czarnego z baz w Sewastopolu i Jałcie. Ze służby wycofano go w 1972 roku.

### Los okrętu
Istnieją różne teorie dotyczące dalszego losu okrętu. Według jednego z byłych estońskich członków załogi został przekazany na złom w 1976 roku. Inne źródła podają 1978 za rok złomowania, nie zgadzają się jednak co do tego, czy stało się to w Inkermanie, czy też nie . Raczej wyklucza się wersję, że okręt został osadzony na kaukaskim wybrzeżu i służył jako restauracja . Po odzyskaniu niepodległości, Estonia podejmowała kilkukrotne próby odnalezienia swojego prezydenckiego jachtu, nie przyniosły one jednak rezultatów .
W zbiorach Eesti Meremuuseum znajduje się obecnie przedwojenny metalowy model „Pikkera”.

## Opis konstrukcji
„Pikker” był okrętem o długości 58 metrów (57 metrów na konstrukcyjnej linii wodnej) i szerokości 7,34 metra. Standardowe zanurzenie wynosiło 2,4 metra. Pełna wyporność to 540 ton, zaś 500 ton wynosiła jego wyporność projektowa lub standardowa. W okolicach dwudziestego metra od dziobu znajdował się uskok pokładu. W uskok ten wpasowana była nadbudówka, przeznaczona dla prezydenta i innych oficjalnych gości. Jej standard był podwyższony w stosunku do pozostałych pomieszczeń, posiadała na przykład szerokie okna zamiast bulajów. Nadbudówka dziobowa posiadała dwa poziomy. Na obu nadbudówkach znajdowały się maszty, zaś pomiędzy nimi, na nadbudówce rufowej komin.
„Pikker” napędzany był dwoma silnikami wysokoprężnymi wykonanymi w Deutsche Werke Kiel. Ich łączna moc 1900 koni mechanicznych pozwalała osiągnąć jednostce maksymalną prędkość 18 węzłów.
Głównym uzbrojeniem okrętu w Eesti merejõud były dwa działa kalibru 75 mm, długości 50 kalibrów (L/50) – jedno znajdowało się na dziobie, zaś drugie umieszczone było na skraju rufowej nadbudówki. Uzbrojenie uzupełniały dwa karabiny maszynowe kalibru 7,62 mm oraz karabin przeciwlotniczy Lewis. W czasie wojny główne działa zostały wymienione na trzy działa kalibru 45 mm. Opcjonalnym wyposażeniem była zrzutnia bomb głębinowych.
Na nadbudówce rufowej, po obu stronach komina, przechowywane były motorówka (z prawej burty) i drewniana szalupa (na lewej burcie).

## Lista nazw okrętu
| Zapis alfabetem łacińskim | Zapis grażdanką        | Data nadania nazwy | Do czego się odnosi           |
| ------------------------- | ---------------------- | ------------------ | ----------------------------- |
| Pikker                    | Пиккер                 | 1940               | Pikker (mitologia)            |
| Kijew                     | Киев                   | 2 grudnia 1941     | Kijów                         |
| Ługa                      | Луга                   | 15 marca 1943      | Ługa lub Ługa (rzeka w Rosji) |
| Ilmień ?                  | Ильмень                | 1944               | Ilmen                         |
| Rion                      | Рион                   | 21 czerwca 1948    | Rioni                         |
| Moskowskij Uniwiersitiet  | Московский университет | 1961               | Uniwersytet Moskiewski        |